# Tancred (roman)
Tancred, ou The New Crusade (1847) est un roman de Benjamin Disraeli, publié pour la première fois par Henry Colburn (en) en trois volumes. Avec Coningsby (roman) (en) (1844) et Sybil (1845), il forme une trilogie parfois appelée la trilogie de Young England . Le roman partage plusieurs personnages avec les œuvres précédentes, mais, contrairement à celles-ci, il s'intéresse moins à la condition politique et sociale de l'Angleterre qu'à un thème religieux, voire mystique : la question de la réconciliation entre le judaïsme et le christianisme, et celle de la renaissance de l'Église comme force progressiste.

## Synopsis

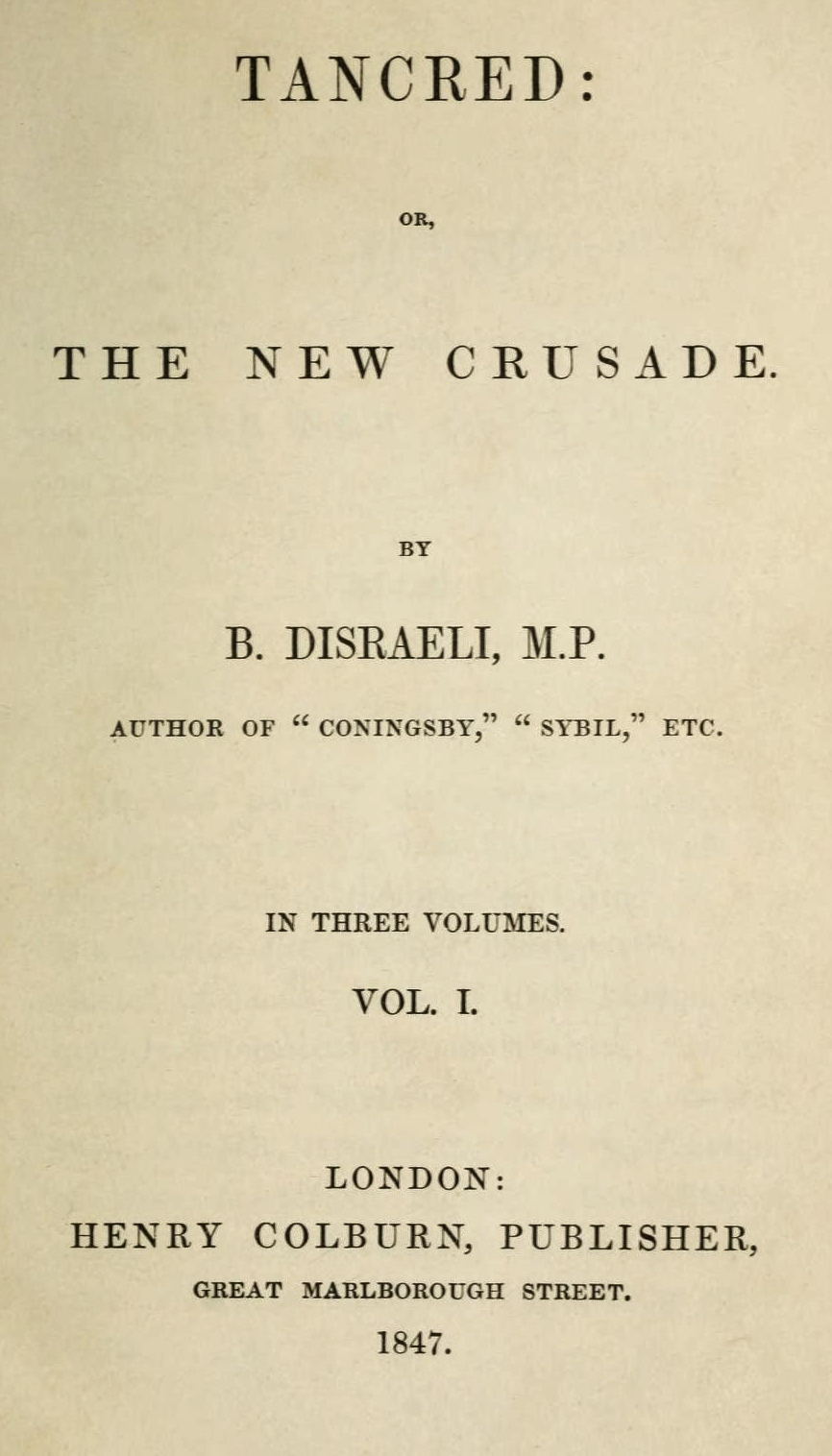
Page de titre de la première édition

Tancred, Lord Montacute, jeune héros idéaliste du roman, semble destiné à mener la vie conventionnelle d’un membre de la classe dirigeante britannique. Mais, insatisfait de son existence dans les cercles mondains de Londres, il quitte ses parents pour suivre les traces de ses ancêtres croisés en Terre sainte, dans l’espoir d’y « percer le grand mystère asiatique » et de comprendre les racines du christianisme.
Il y rencontre la belle Eva, fille d’un financier juif, et se trouve mêlé aux intrigues politiques de Fakredeen, émir libanais et frère adoptif d’Eva, aussi brillant que manipulateur. Sur l’instigation de ce dernier, Tancred est enlevé et retenu captif, mais on lui permet néanmoins de visiter le mont Sinaï. Là, il a une vision d’un ange qui lui annonce qu’il doit devenir le prophète d’une « doctrine sublime et consolante d’égalité théocratique » un concept que Disraeli laisse volontairement flou.
Tancred tombe malade et n’est libéré qu’à la demande d’Eva, qui veille sur lui et le soigne jusqu’à sa guérison. Elle lui enseigne les grandeurs de la civilisation méditerranéenne et la dette profonde du christianisme envers le judaïsme. Convaincu de la justesse de sa pensée et éperdument amoureux d’elle, Tancred lui propose le mariage. Mais leur romance prend fin brutalement lorsque ses parents arrivent pour le ramener en Angleterre.

## Réception
Les critiques ont relevé que le personnage de Fakredeen révèle de manière significative la véritable personnalité de Disraeli. Ils s’interrogent sur le fait de savoir s’il est vraiment fortuit que l’obsession de Tancred pour l’Orient et sa croisade visant à créer un nouvel empire annoncent l’impérialisme que Disraeli exercera plus tard à l’égard de l’Inde et de l’Empire ottoman dans les années 1870.